# Bad company
Con bad company (traducibile in "impresa cattiva") si indica di norma una società che non ha più liquidità per poter sopravvivere sul mercato e che viene utilizzata per poterle far assorbire le attività "sofferenti" e, contemporaneamente, far confluire le attività proficue nella società parallela detta good company ("impresa buona").
Questa strategia viene solitamente utilizzata da società che nel  passato hanno accumulato debiti (i cosiddetti “rami secchi”) e quindi possono fondersi (unione o incorporazione) con altre società e trasferirne i diritti e gli obblighi, come ad esempio quello relativo alle perdite fiscali avute prima della fusione. Tale strategia è lecita se ispirata da motivazioni giuste, mentre è negata in altri stati se motivata dall'elusione dell'onere tributario.

## Normativa in Italia
In Italia l’articolo 172, comma 7 del testo unico delle imposte sui redditi (TUIR), prescrive alcune norme da rispettare per consentire tale operazione. Nel caso queste non siano superate, la società in questione verrà definita come una "bara fiscale".